# Knarvik
Knarvik este o localitate (zonă urbană)  situată în partea de vest a Norvegiei, în zona de confluență a patru fiorduri: Osterfjorden (dinspre est), Sørfjorden (dinspre sud-est), Radfjorden cu Kvernafjorden (dinspre nord-vest) și Salhusfjorden (dinspre sud-vest). Knarvik este localitatea de reședință a comunei Alver din provincia (fylke) Vestland. 
Până la reorganizarea administrativă din anul 2020 a fost reședința fostei comune Lindås din fosta provincie Hordaland.